# Egon Erwin Kisch
Egon Erwin Kisch, właściwie Egon Kisch (ur. 29 kwietnia 1885 w Pradze, zm. 31 marca 1948 tamże) – czeski i niemiecki pisarz, dziennikarz i reporter żydowskiego pochodzenia, obywatel austro-węgierski a potem czechosłowacki, tworzący w języku niemieckim. Uznawany za jednego z najwybitniejszych reporterów w historii dziennikarstwa, swą twórczością wpłynął też na polskich reporterów, m.in. Ryszarda Kapuścińskiego. Od tytułu jednego z jego zbiorów reportaży znany też jako „szalejący reporter” (Der rasende Reporter).

## Przynależność narodowa

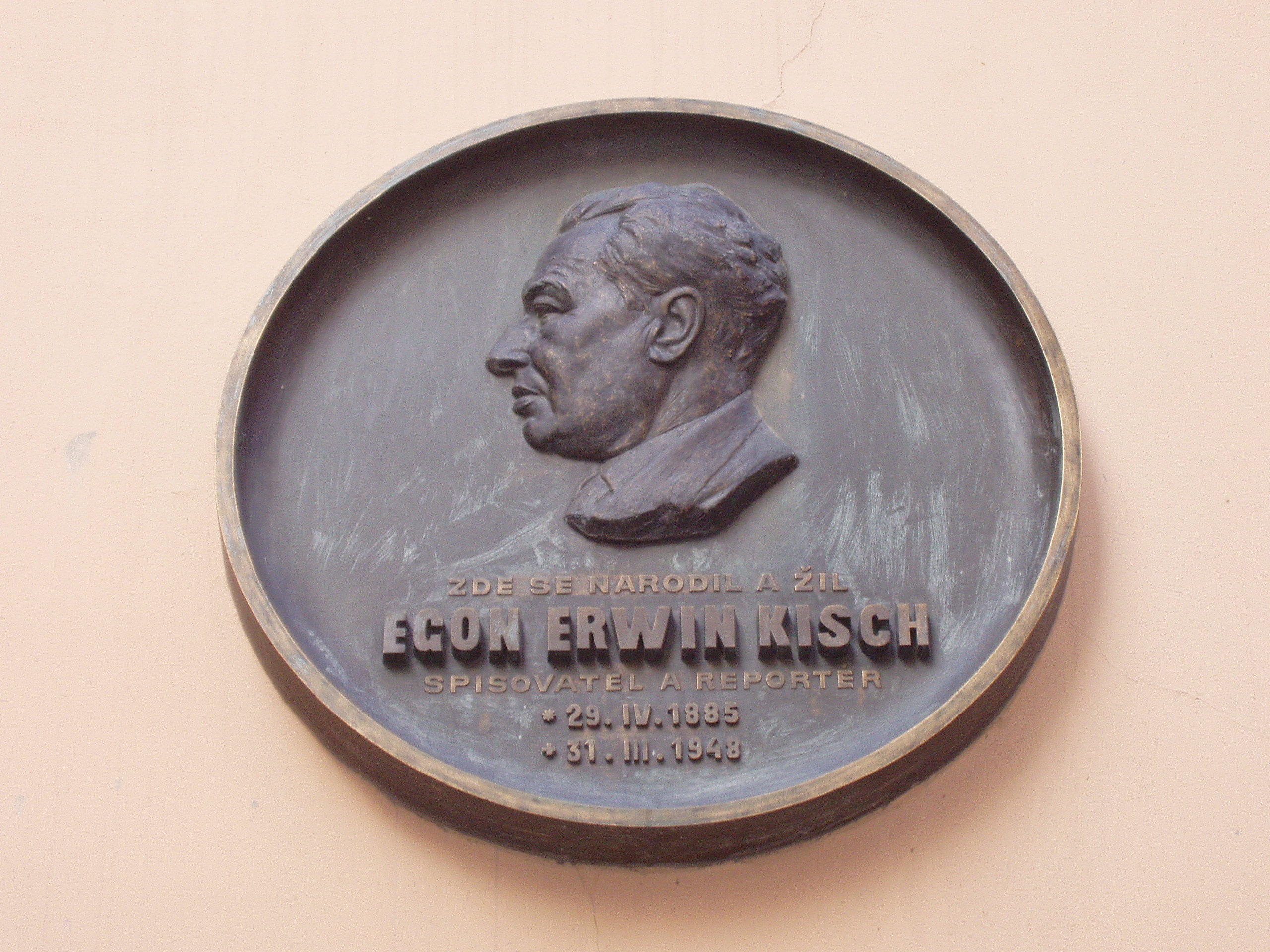
Tablica pamiątkowa na domu rodzinnym pisarza w Pradze

Egon Erwin Kisch urodził się w rodzinie żydowskiej, nie był jednak praktykującym wyznawcą judaizmu. Urodził się, przez dużą część życia mieszkał i zmarł w Pradze, która w momencie jego narodzin i w czasie młodości leżała w monarchii austro-węgierskiej, a potem w Czechosłowacji; Pradze poświęcił też znaczną część swojej twórczości. Kisch pisał w języku niemieckim, chociaż biegle znał również język czeski, przez pewien czas mieszkał też w Niemczech. Wszystko to sprawiło, że jest uważany za pisarza należącego zarówno do literatury niemieckiej, czeskiej, jak i austriackiej. Sam Kisch często uważał się za obywatela świata. W 1938 na temat swojej przynależności narodowej tak wypowiedział się do swojego przyjaciela Friedricha Torberga:

Wiesz, mi właściwie nic nie może się stać. Jestem Niemcem. Jestem Czechem. Jestem Żydem. Jestem z dobrego domu. Jestem komunistą. Jestem chłopakiem z korporacji akademickiej. Coś z tego zawsze mi pomoże w życiu.

## Kisch jako poddany austro-węgierski

### Dzieciństwo i młodość
Kisch urodził się 29 kwietnia 1885 w Pradze w rodzinie żydowskiego kupca sukiennego Hermanna Kischa i jego żony Ernestine. Jego prawdziwe imię i nazwisko brzmiało Egon Kisch, drugiego imienia zaczął używać dopiero później jako pseudonimu literackiego. Egon był drugim z pięciu synów, których mieli Hermann i Ernestine Kischowie. Rodzina mieszkała w renesansowej kamienicy „Pod dwoma złotymi niedźwiedziami” przy Melantrichgasse (obecnie Melantrichova), na parterze domu znajdował się sklep prowadzony przez Kischów. Zgodnie z tradycją żydowską Egon został obrzezany, pierwsze lata nauki spędził jednak w prywatnych szkołach mieszczących się w klasztorach katolickich (w 1891 w Szkole im. Seidla w klasztorze serwitów przy kościele św. Michała, od 1892 w szkole przy klasztorze pijarów). Od 1895 uczył się w niemieckiej szkole realnej – cesarsko-królewskiej Pierwszej Niemieckiej Szkole Państwowej w Pradze (k.k. Erste Deutsche Staatsschule in Prag) – potocznie nazywanej Nikolander-Schule (szkoła mieściła się przy Nikolandergasse); do lat szkolnych nawiązywał też później w swojej twórczości. Ojciec Kischa zmarł w 1901. W 1903 Egon dzięki wsparciu finansowemu matki odbył swoją pierwszą dalszą podróż po Austrii i Bawarii, zapisując swoje wrażenia w prowadzonym dzienniku. W październiku tego samego roku rozpoczął studia na politechnice w Pradze, po jednym semestrze przerwał jednak studia techniczne i w następnym semestrze w 1904 uczęszczał na wykłady z historii literatury niemieckiej i historii filozofii średniowiecznej na niemieckojęzycznym Uniwersytecie im. Karola Ferdynanda w Pradze. W październiku 1904 rozpoczął służbę wojskową. Jako absolwent szkoły realnej mógł odbywać służbę jako tzw. jednoroczny ochotnik, popadał jednak w ciągłe konflikty z przełożonymi (którzy uważali go za anarchistę) i dużą część służby spędził w areszcie; wreszcie uznano, że nie nadaje się na oficera – służbę wojskową zakończył jedynie w stopniu kaprala. W areszcie po raz pierwszy zetknął się z lewicowcami – przeciwnikami panującego w Austro-Węgrzech systemu, których później tak opisywał:

Fanatycy wolności, przeciwnicy autorytetów, marzący o równości, pełni nienawiści wobec tchórzy, karierowiczów i militaryzmu, chociaż nie z przekonań politycznych, ani uświadamianych sobie przyczyn społecznych […] Dali mi wiele ze swojej cennej nienawiści wobec uprzywilejowanego społeczeństwa i szczerze im za to dziękuję.

### Początki twórczości literackiej i pracy dziennikarskiej
Pierwsze próby literackie Kischa miały miejsce w czasach szkolnych. Na przełomie 1899 i 1900 r. opublikował wiersz w jednej z praskich gazet, podpisując go imieniem Erwin Kisch. Uczynił tak, aby uniknąć nieprzyjemności w szkole – dyrekcja Nikolander-Schule zabraniała swoim uczniom publikowania w prasie. To wybrane przez siebie drugie imię Erwin pojawiło się też na okładce debiutu książkowego Kischa – tomiku poetyckiego Vom Blütenzweig der Jugend (Z kwitnącej gałęzi młodości), wydanego przy wsparciu finansowym matki w Dreźnie w 1905, który podpisał jako Egon Erwin Kisch. Odtąd Kisch w swojej twórczości będzie stale posługiwał się tym podwójnym imieniem.

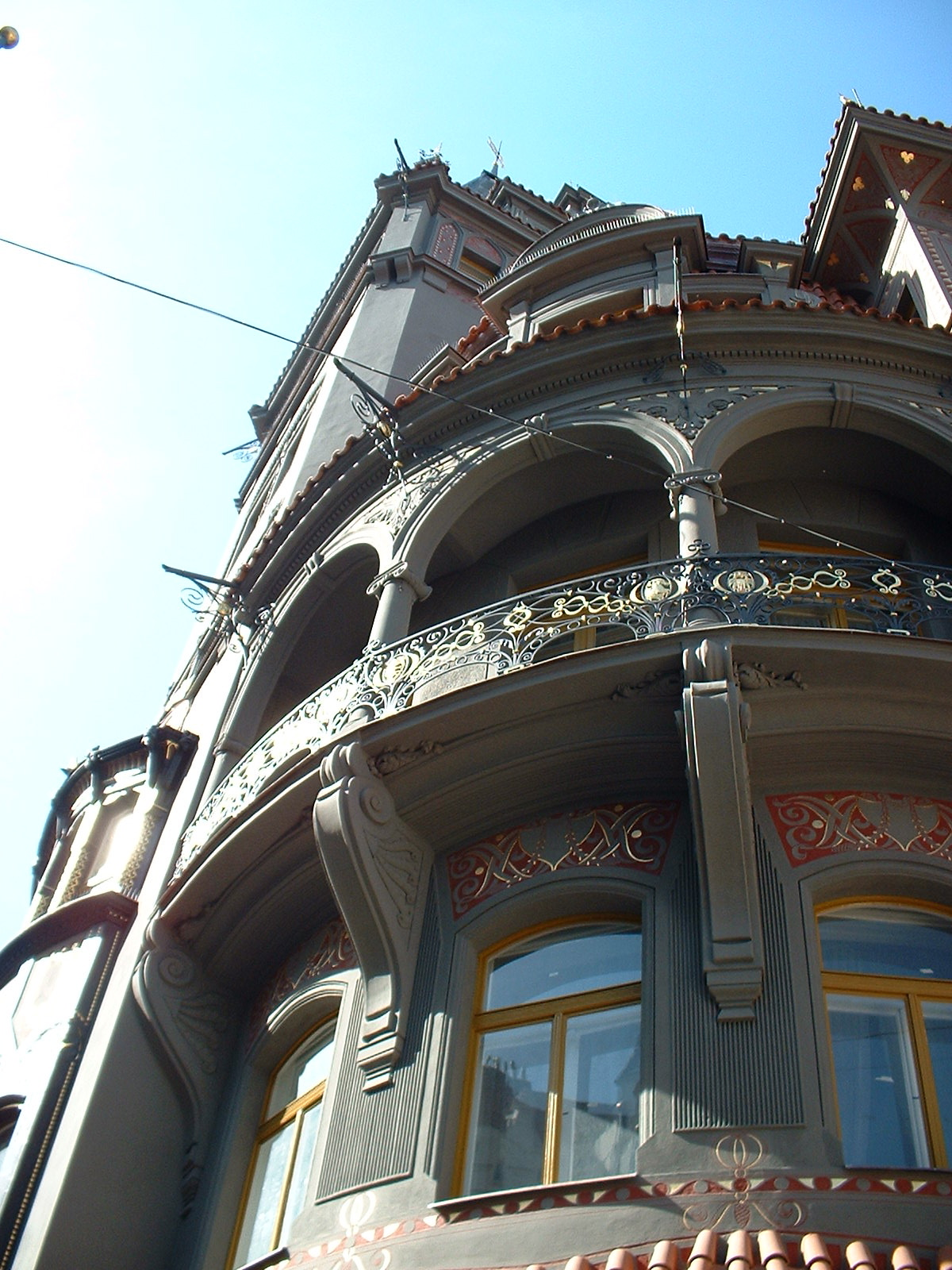
Secesyjny dom w żydowskiej dzielnicy Pragi

W 1906 ukazała się druga książka Kischa – wydany w Berlinie tom opowiadań (jedyny w jego twórczości) Der freche Franz und andere Geschichten (Bezczelny Franek i inne opowiadania). Pobyt Kischa w Berlinie był związany z jego studiami w prywatnej Wyższej Szkole Dziennikarstwa, do której zapisał się po zwolnieniu z wojska. W szkole tej przebywał jednak tylko przez jeden semestr; już w marcu 1906 powrócił do Pragi i podjął pracę w charakterze wolontariusza w niemieckojęzycznej gazecie „Prager Tagblatt”, gdzie pracował około 6 tygodni. W kwietniu przeniósł się do renomowanego praskiego dziennika „Bohemia”, gdzie został reporterem kroniki miejskiej, donoszącym o codziennych wydarzeniach w Pradze – był to pierwszy szczebel właściwej kariery Kischa jako dziennikarza. W „Bohemii” młody Egon pracował z Paulem Wieglerem, doświadczonym pisarzem i dziennikarzem, który służył mu radą i pomocą. W latach 1910–1911 Kisch miał w „Bohemii” swoją stałą rubrykę felietonu pod tytułem Prager Streifzüge (Przechadzki praskie), jego działalność dziennikarska i reporterska w okresie pracy dla gazety (w której przepracował 7 lat, od 1906 do 1913) daleko jednak wykraczała poza pisanie cotygodniowych felietonów. Kisch z racji swojego zawodu miał częsty kontakt z praskim półświatkiem a nawet światem przestępczym, opisując w swojej gazecie kradzieże z włamaniem, podpalenia, bójki prostytutek itp. Wiele z tych doświadczeń wykorzystał później w swoim tomach reportaży Aus Prager Gassen und Nächten (Z praskich ulic i nocy) z 1912, Abenteuer in Prag (Przygody w Pradze) z 1920, a także w swojej powieści Der Mädchenhirt (Opiekun dziwek) z 1914, opowiadającej o środowisku praskich prostytutek i sutenerów.
Kisch coraz bardziej poznawał też środowisko artystyczne Pragi, zarówno niemieckie (duża część inteligencji i mieszczaństwa w Pradze była wtedy narodowości niemieckiej, językiem niemieckim posługiwali się też prascy Żydzi) jak i czeskie. Wśród literatów, których wtedy poznał, byli Paul Leppin, Rainer Maria Rilke, Max Brod, Franz Kafka i Jaroslav Hašek, autor Przygód dobrego wojaka Szwejka – z tym ostatnim łączyła go długoletnia przyjaźń. Kisch był częstym gościem gospody „Zum Weißen Hasen”, miejscu spotkań praskiej cyganerii, a także nocnej kawiarni „Montmartre”, gdzie odpoczywał po wyczerpującej, często trwającej do późna w nocy pracy w gazecie. Opowieści w nich zasłyszane spożytkował później w wielu swoich reportażach literackich, np. słynnym opowiadaniu o praskiej prostytutce Wniebowzięcie Szubienicznej Toni (Die Himmelfahrt der Galgentoni).
Podczas swojej pracy w „Bohemii” Kisch wyjeżdżał też za granicę – w 1907 odwiedził Pireus, Konstantynopol i Neapol, w 1909 zwiedził wybrzeże Adriatyku i Wyspy Briońskie, a w 1911 odbył podróż tratwą, płynąc Wełtawą i Łabą aż do Magdeburga (swoje wrażenia z tego rejsu po Austro-Węgrzech i Niemczech opisał potem w reportażu). W 1911 Kisch przeprowadził też wywiad ze słynnym amerykańskim wynalazcą Thomasem Edisonem, który akurat zatrzymał się w Pradze, a w 1912 odbył podróż do Londynu i Antwerpii.

### Sprawa pułkownika Redla

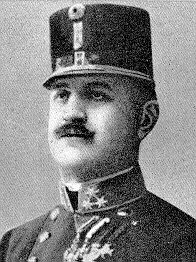
Alfred Redl

Jednym z ostatnich osiągnięć Kischa podczas jego pracy w „Bohemii”, a jednocześnie jednym z jego największych dokonań w pracy reporterskiej i swego rodzaju dziennikarstwie śledczym, było ujawnienie afery związanej z samobójstwem pułkownika Alfreda Redla. Pułkownik, który był szefem sztabu  VIII korpusu armii austro-węgierskiej w Pradze, okazał się być szpiegiem  carskiej Rosji, po zdemaskowaniu 25 maja 1913 popełnił samobójstwo. Austriacki sztab generalny pragnął utrzymać tę, kompromitującą monarchię austro-węgierską, sprawę w tajemnicy. Zapobiegł temu Kisch, publikując już 28 maja na łamach „Bohemii” krótką notatkę o samobójstwie Redla, rzekomo dementując w niej krążące pogłoski o przyczynach śmierci pułkownika, a w rzeczywistości zwracając uwagę opinii publicznej na całą sprawę. Sprawę pułkownika Redla, która była największą aferą szpiegowską przed wybuchem I wojny światowej, Kisch dokładnie opisał w 1924 w swojej książce Der Fall des Generalstabschefs Redl (Sprawa szefa sztabu generalnego Redla).

### Kisch podczas I wojny światowej

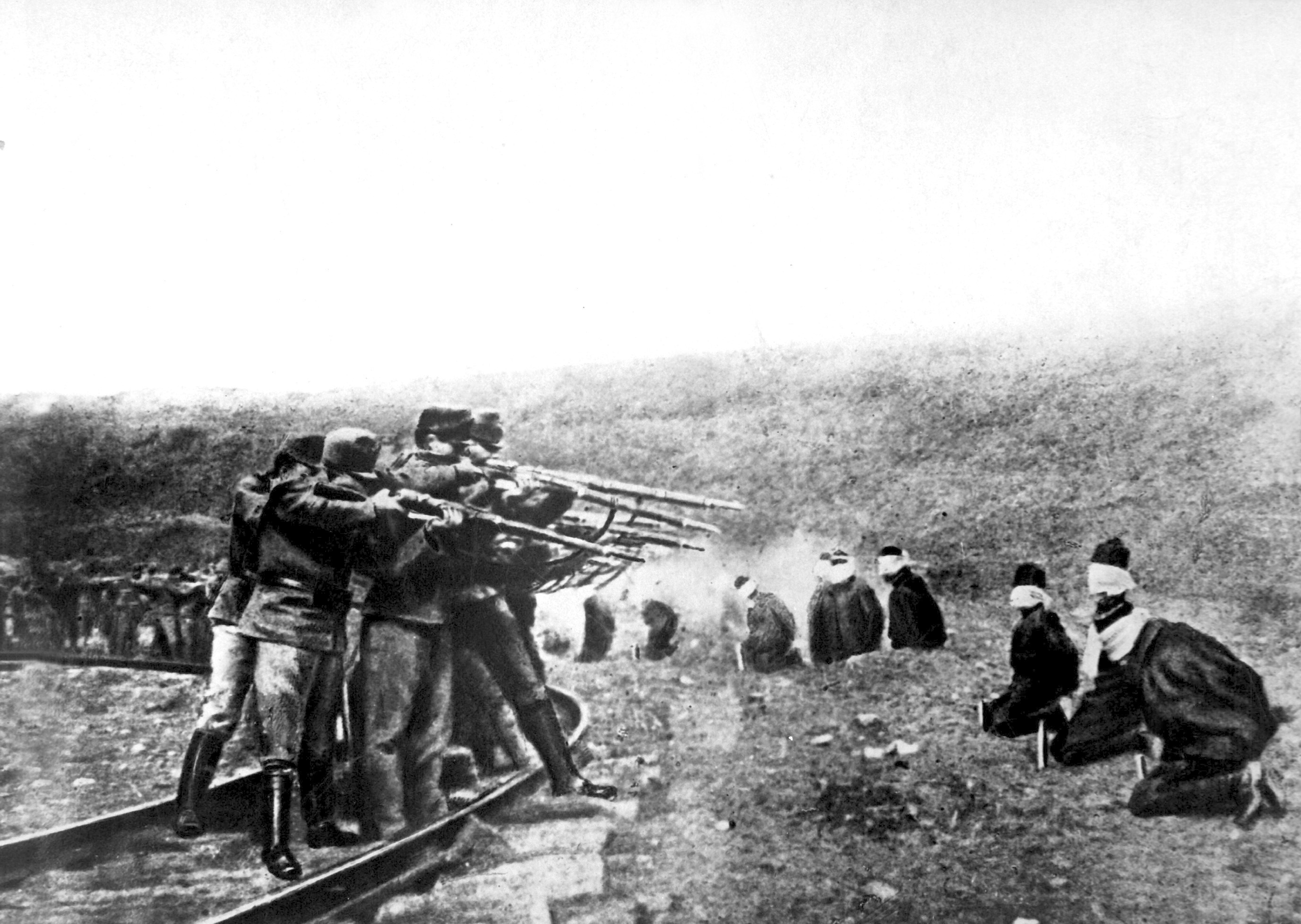
Austriaccy żołnierze rozstrzeliwują serbskich partyzantów (1917)

W czerwcu 1913 Kisch przeniósł się do Berlina, gdzie pracował w gazecie Berliner Tageblatt. Wiosną 1914 na krótko objął funkcję dramaturga w berlińskim Niemieckim Teatrze Artystycznym (Deutsches Berliner Künstlertheater) – zastąpił na tym stanowisku Gerharta Hauptmanna – jednak już 31 lipca tego roku musiał stawić się w garnizonie w mieście Písek w południowych Czechach. Trzy dni wcześniej, po zamachu w Sarajewie, Austro-Węgry wypowiedziały wojnę Serbii, co stało się początkiem I wojny światowej.
Kisch (w stopniu kaprala) razem z Korpusem Praskim został skierowany na front serbski. Był między innymi świadkiem porażki swoich oddziałów nad Driną; do marca 1915 (kiedy to został ciężko ranny) prowadził też dziennik, wydany już po wojnie w 1922 pod tytułem Als Soldat im Prager Korps (Jako żołnierz Korpusu Praskiego), bardziej znany pod zmienionym w 1929 tytułem Zapisz to, Kisch! (Schreib das auf, Kisch!).
W lutym 1915 Kischa razem z Korpusem Praskim przeniesiono na front rosyjski, a 18 marca pisarz został ciężko ranny; po pobycie w szpitalu w Pradze został uznany za „niezdolnego do służby w polu”. Od 1916 pracował już jako cenzor na zapleczu frontu w Gyula na Węgrzech. Doświadczenia te dały mu okazję zobaczenia wojny z innej perspektywy; wśród żołnierzy poznawał coraz więcej anarchistów, pacyfistów i demokratów, kontakty te coraz bardziej skłaniały do krytycznego spojrzenia na kwestie społeczne i polityczne w ówczesnej Europie.

### Działalność polityczna. Upadek monarchii austro-węgierskiej

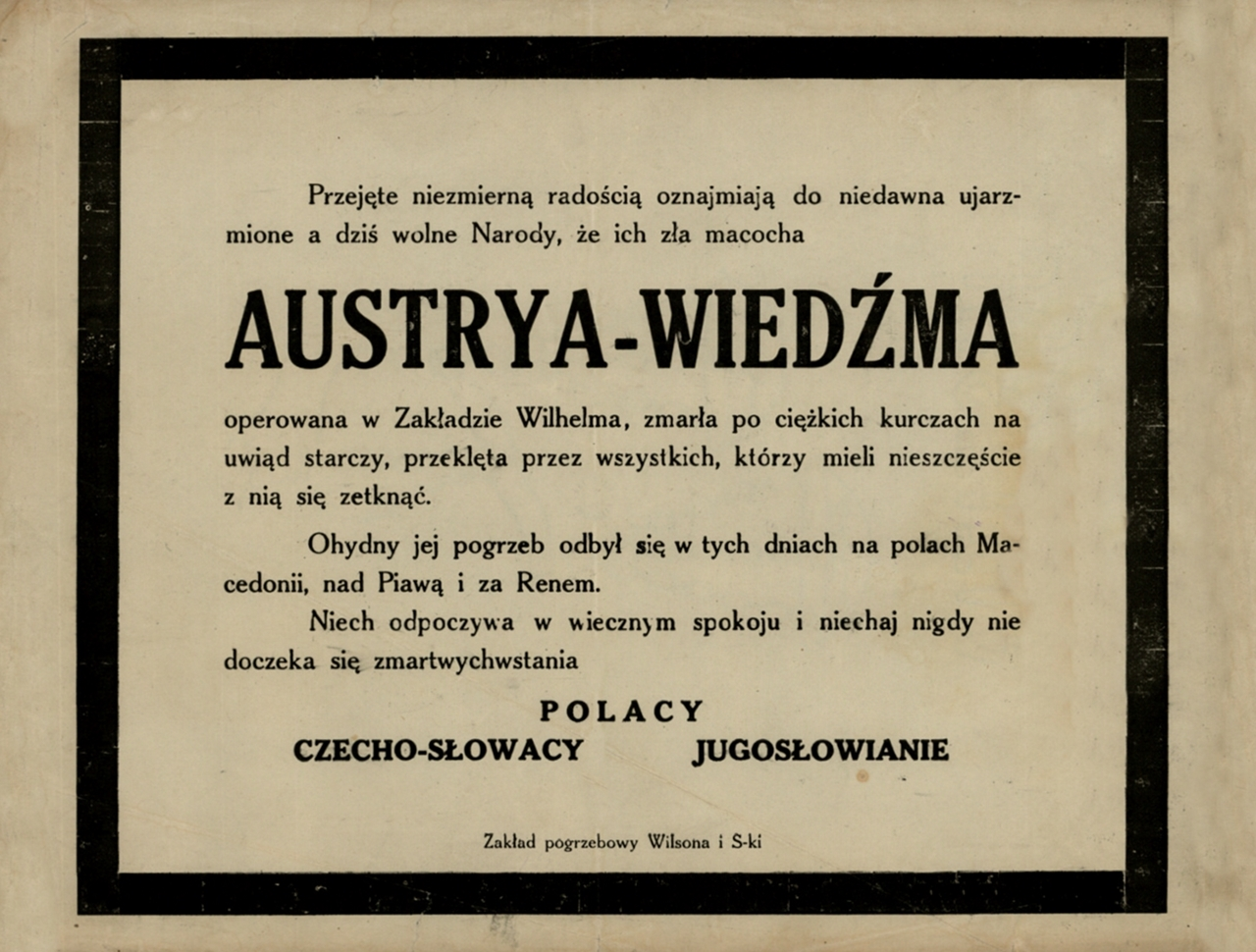
„Nekrolog” Austrii opublikowany w Krakowie w 1918

W 1917 Kisch w stopniu porucznika na własną prośbę został odkomenderowany do Wojennego Biura Prasowego (Kriegspressequartier) w Wiedniu, które pełniło funkcję sztabu prasowego przy głównodowodzącym armii austro-węgierskiej. Paradoksalnie, to oddelegowanie do biura, którego głównym zadaniem było szerzenie propaństwowej i promonarchistycznej propagandy, spowodowało ostateczny przełom w światopoglądzie i działalności politycznej Kischa. W Wiedniu pisarz zetknął się z lewicowo-radykalnym Związkiem Niezależnej Młodzieży Robotniczej (Verband der Unabhängigen Arbeiterjugend), a w listopadzie 1917 wziął udział w konferencji nielegalnego Komitetu na Rzecz Radykalnej Lewicy (Aktionskomitee der Linksradikalen) w Sankt Aegyd. Komitet ten zadecydował o utworzeniu Rady Robotników i Żołnierzy; jej zorganizowaniem miała zająć się trzyosobowa komisja, w której skład wszedł również Kisch.
Po utworzeniu Rady Kisch stał się jej członkiem; wcześniej, w styczniu 1918, współpracował przy organizacji strajku generalnego. Wszystko to zwróciło uwagę na niego jego przełożonych, którzy przenieśli coraz bardziej radykalizującego się podwładnego do służby w marynarce wojennej. Kisch wziął udział w ostatniej ofensywie marynarki austro-węgierskiej, mającej na celu odblokowanie cieśniny koło Otranto i umożliwienie okrętom wyjścia z Adriatyku na Morze Śródziemne. Ofensywa ta została przerwana po storpedowaniu przez włoskie okręty i zatonięciu pancernika SMS Szent István 10 czerwca. Następnie Kisch powrócił do Wiednia i tam w ostatnich miesiącach 1918 aktywnie włączył się w burzliwe wydarzenia, które w końcu doprowadziły do upadku monarchii austro-węgierskiej. 1 listopada 1918 w Wiedniu odbył się wiec żołnierzy, na którym utworzono Czerwoną Gwardię, a Kischa wybrano jej pierwszym komendantem. Funkcję tę pełnił do 18 listopada, kiedy to pod naciskiem socjaldemokratów w rządzie musiał ustąpić, zachował jednak dowództwo 2. batalionu; żołnierze wybrali go też komisarzem Czerwonej Gwardii. Kisch uczestniczył we wszystkich ważnych wydarzeniach, które 12 listopada doprowadziły do upadku monarchii i proklamowania republiki. W dniu tym razem ze swoimi żołnierzami obsadził redakcję gazety „Neue Freie Presse” i wydał dwa specjalne numery, nawołujące do rewolucji (redaktorem w „Neue Freie Presse” był wtedy jego starszy brat Paul, który, zdumiony i jednocześnie chyba rozbawiony najściem brata, zagroził mu, że o wszystkim powie mamie). W listopadzie 1918 Kisch był też jednym z organizatorów Federacji Rewolucyjnych Socjalistów „Międzynarodówki” (Föderation Revolutionärer Sozialisten, „Internationale”). Organem Federacji był tygodnik „Der Freie Arbeiter”; a Kisch był w nim redaktorem dodatku dla żołnierzy „Die Rote Garde”. Dodatek ten redagował do marca 1919; ostatecznie zrezygnował z pracy na skutek rozczarowania rozwojem sytuacji politycznej i pod wpływem coraz ostrzejszych gróźb kierowanych pod jego adresem. W maju 1919 został członkiem Komunistycznej Partii Austrii po tym, jak Federacja Rewolucyjnych Socjalistów połączyła się z tą partią.

## Życie i twórczość w latach 1919–1933

### Powrót do pracy dziennikarskiej i literackiej
Po wygaśnięciu fermentu rewolucyjnego Kisch powrócił do pracy reporterskiej i twórczości literackiej, choć nadal w swojej twórczości angażował się w kwestie polityczne i socjalne. Od marca do czerwca 1919 Kisch pracował jako reporter w wiedeńskiej gazecie o orientacji lewicowej „Der Neue Tag”, po ustabilizowaniu się sytuacji politycznej w Austrii stał się jednak osobą niepożądaną. Został wydalony z kraju i przeniósł się do Pragi.
Latem 1920 odbył podróż do Francji, po powrocie przez pewien czas współpracował z gazetą „Prager Tagblatt”. W 1920 odbył rejs statkiem z Pragi do Moguncji, płynąc Wełtawą, Łabą i po Morzu Północnym; w następnym roku podróżował po Słowacji i Francji.
Już w 1921 przeniósł się znowu do Berlina, który miał pozostać jego głównym miejscem zamieszkania do 1933. W Berlinie pracował między innymi nad antologią Klasycy dziennikarstwa (Klassischer Journalismus), gromadząc do niej materiały w Bibliotece Państwowej przy Unter den Linden. W 1921 w Berlinie poznał też Jarmilę Ambrozovą, później, po wyjściu za mąż, Haasovą-Necasovą, swoją długoletnią przyjaciółkę i tłumaczkę jego dzieł na język czeski. W 1922 został berlińskim korespondentem brneńskiego dziennika „Lidové noviny”. Praca dla tej gazety początkowo była jego głównym źródłem utrzymania, Kisch publikował też jednak w wielu innych gazetach i przede wszystkim wydawał zbiory reportaży. W swojej działalności reporterskiej Kisch współpracował też z Willim Münzenbergem, który publikował jego książki w lewicowych wydawnictwach.

### Reportaże z podróży
Materiały do swoich reportaży Kisch zdobywał podczas swoich podróży, podejmowanych z Berlina (który pisarz traktował jako swoją bazę wypadową) po całej Europie i świecie. Nadzwyczajna aktywność Kischa sprawiła, że tytuł jednego z jego zbiorów reportaży – Szalejący reporter (Der rasende Reporter) z 1924 – stał się jego do dzisiaj używanym przydomkiem. Z podróży tych jako najważniejsze należy wymienić wyjazdy do ZSRR (po raz pierwszy wyjechał tam w 1925, później wielokrotnie odwiedzał ten kraj), Algierii i Tunezji (w 1927), Stanów Zjednoczonych (kilkumiesięczny pobyt w latach 1928–1929), Chin (w 1932).
Szczególnie ważne dla Kischa były jego wyjazdy do ZSRR. Już w 1923 odwiedził przebywającego wtedy w Bad Saarow radzieckiego pisarza Maksyma Gorkiego, w listopadzie 1925 wstąpił do Komunistycznej Partii Niemiec, a już miesiąc później mógł po raz pierwszy pojechać do idealizowanej przez siebie „ojczyzny światowego proletariatu”. Wrażenia z tych podróży publikował na łamach czasopisma „Das Neue Russland” i komunistycznego dziennika „Die Rote Fahne”, w 1927 wydał pierwszy zbiór reportaży z podróży po tym kraju: O carach, popach i bolszewikach (Zaren, Popen und Bolschewiken), w 1932 opublikował kolejny tom Azja odmieniona (Asien gründlich verändert) o radzieckich republikach Azji Środkowej. Kisch był pełen entuzjazmu dla przemian zachodzących w komunistycznej Rosji; obraz Związku Radzieckiego, jaki widzimy w jego reportażach, niewiele jednak miał wspólnego z codziennością życia w ZSRR. Nie ma w nich ani słowa o łagrach, głodzie na Ukrainie czy prześladowaniu Cerkwi prawosławnej.

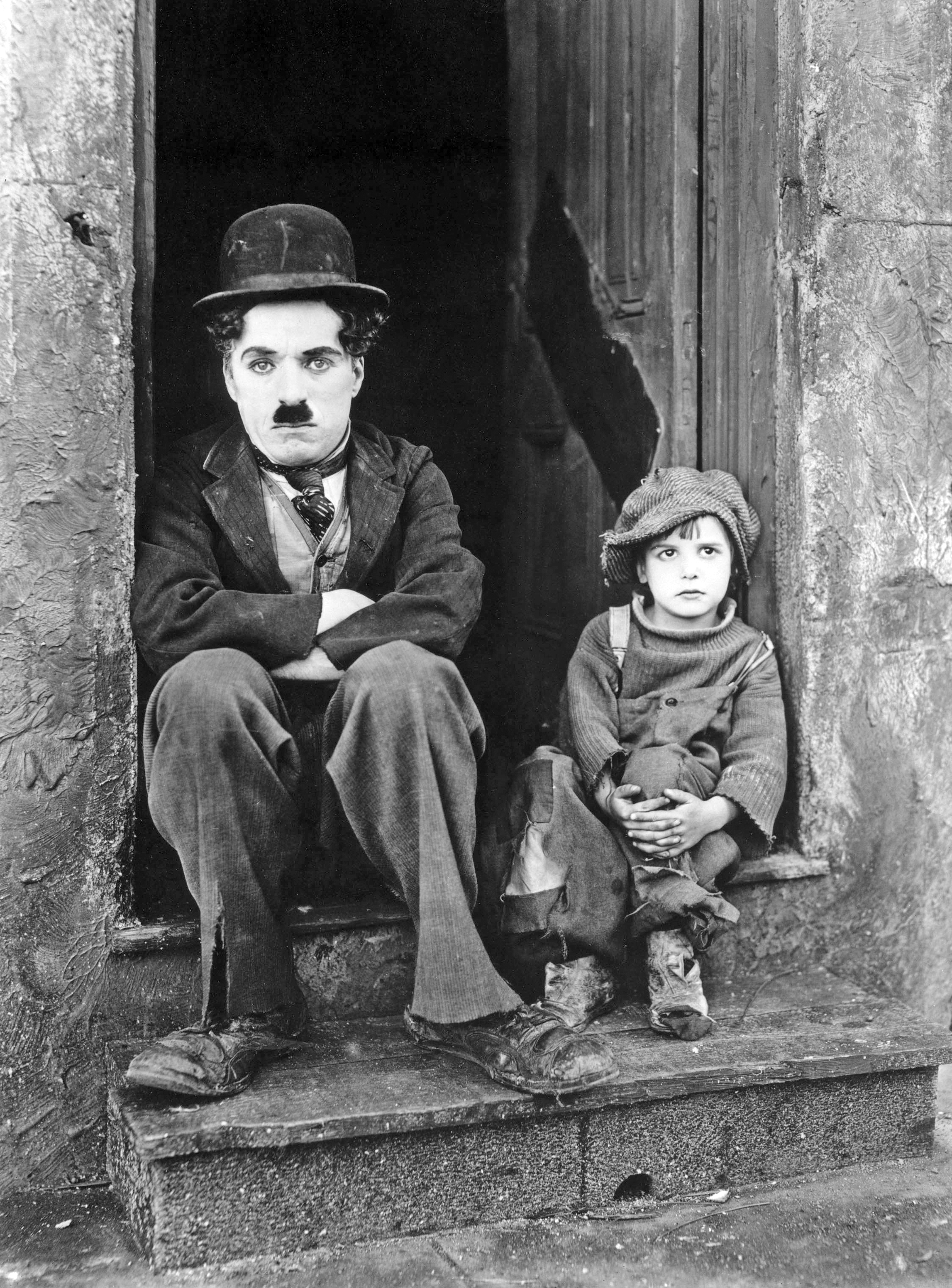
Podczas pobytu w Ameryce Kisch poznał również Charliego Chaplina. Kadr z filmu Brzdąc

Całkiem inny obraz wyłania się z jego reportaży ze Stanów Zjednoczonych, które odwiedził w czasie kilkumiesięcznej podróży na przełomie roku 1928 i 1929. W czasie tej podróży Kisch, po zejściu z pokładu statku w Nowym Jorku, zaokrętował się jako zwykły marynarz na frachtowcu „Jefferson Myers”, którym popłynął z Baltimore przez Kanał Panamski do San Pedro (obecnie dzielnica Los Angeles w Kalifornii). Tam spotkał się między innymi z Charliem Chaplinem i lewicującym pisarzem Uptonem Sinclairem, następnie przez San Francisco, Chicago i Detroit powrócił do Nowego Jorku. Serię reportaży z tej podróży (którą, jako komunista, musiał odbywać incognito pod nazwiskiem dr. Beckera) Kisch opublikował w 1930 pod ironicznym tytułem Raj amerykański (Paradies Amerika). Kisch z pozycji lewicowca bardzo krytycznie wypowiedział się w nich o nierównościach społecznych i kapitalistycznym wyzysku panującym w Stanach Zjednoczonych, chociaż w książce można też dostrzec ukrytą fascynację postępem i zaawansowaniem cywilizacyjnym Ameryki.
Ostatnim wielkim tomem reportaży, który mógł ukazać się w Niemczech w latach 30., był zbiór Chiny bez maski (China geheim) z 1933 – owoc jego podróży w 1932 do Chin, ogarniętych wtedy wojną domową i zagrożonych dominacją japońską.

### Reportaże historyczne
Krąg zainteresowań Kischa był bardzo szeroki; oprócz podróży w najodleglejsze zakątki świata pisarz interesował się też najbliższym otoczeniem, zwłaszcza w aspekcie historycznym. Przetwarzał przy tym własne doświadczenia, np. wydając w 1922 swój dziennik z czasów I wojny światowej Als Soldat im Prager Korps (Jako żołnierz Korpusu Praskiego, od 1929 wydawany pod tytułem Zapisz to, Kisch!), czy opisując ujawnienie przez siebie afery pułkownika Redla (Der Fall des Generalstabschefs Redl) z 1924. Wykorzystywał też opowieści niegdyś zasłyszane w praskich knajpach, studiował kroniki kryminalne, prowadził własne badania, „śledztwa” historyczne, w których w szczególności interesował się społecznością żydowską. Owocem tych zainteresowań był np. Kriminalistisches Reisebuch (Diariusz podróży kryminalistycznej) z 1927 – opis zbrodni z różnych epok i krajów, późniejszy zbiór Geschichten aus sieben Ghettos (Opowieści z siedmiu gett) z 1934 i przede wszystkim entuzjastycznie przyjęty Praski Pitaval (Prager Pitaval) z 1931, przedstawiający historie kryminalne z rodzinnego miasta.

### Twórczość dramatyczna
Kisch próbował też swoich sił w dramacie. Sztuki Kischa były najczęściej adaptacjami jego utworów prozatorskich – jeszcze w Pradze wystawiono w języku czeskim sceniczną adaptację jego powieści Der Mädchenhirt (Opiekun dziwek); później w Berlinie napisał komedię Die gestohlene Stadt (Skradzione miasto) z 1922 (będącą rozwinięciem jego reportażu historycznego Käsebier und Fridericus Rex o złodzieju z Halle imieniem Käsebier i królu Prus Fryderyku II), dramat Die Hetzjagd (historia pułkownika Redla), tragikomedię Wniebowzięcie Szubienicznej Toni (Die Himmelfahrt der Galgentoni) oraz, we współpracy z Jaroslavem Haškiem, satyrę Die Reise um Europa in 365 Tagen (Podróż naokoło Europy w 365 dni) z 1930.

## Emigracja

### Wydalenie z Niemiec
Kiedy 30 stycznia 1933 w Niemczech do władzy doszedł Adolf Hitler, komunista Kisch mógł spodziewać się najgorszego. Po niecałym miesiącu, 27 lutego, doszło do nigdy w pełni niewyjaśnionego pożaru Reichstagu, a już następnego dnia, 28 lutego o godz. 5 rano, Kisch został aresztowany. Po przesłuchaniu w komendzie policji w nocy z 1 na 2 marca został osadzony w twierdzy Spandau w Berlinie pod zarzutem „uzasadnionego podejrzenia współdziałania w zdradzie stanu” (dringender Verdacht der Teilnahme am Hochverrat). Kisch nie był jedynym wtedy aresztowanym przedstawicielem lewicy; władze nazistowskie wykorzystały pożar do rozprawienia się z lewicową opozycją. Ponieważ Kisch był jednak obywatelem czechosłowackim, po interwencji ambasady swojego kraju 11 marca został zwolniony z więzienia, następnie pod strażą odwieziony na granicę niemiecko-czechosłowacką i wydalony z Niemiec. Również to doświadczenie wykorzystał to napisania głośnego reportażu In den Kasematten von Spandau (W kazamatach Spandau), opublikowanego w praskiej „Arbeiter Illustrierte Zeitung”.
Kisch od razu zaangażował się w działalność antyfaszystowską. W 1933 wygłosił przemówienie na Antyfaszystowskim Kongresie Robotniczym Europy w Paryżu. Podróżował też do innych krajów Europy, a w 1934 na stałe przeprowadził się do Paryża i Wersalu, które do 1939 zastępowały mu Berlin w charakterze „bazy wypadowej” do kolejnych podróży po świecie. Jego książki były odtąd drukowane przez niemieckie wydawnictwa emigracyjne w Paryżu, Amsterdamie i innych miastach.

### „Lądowanie w Australii”

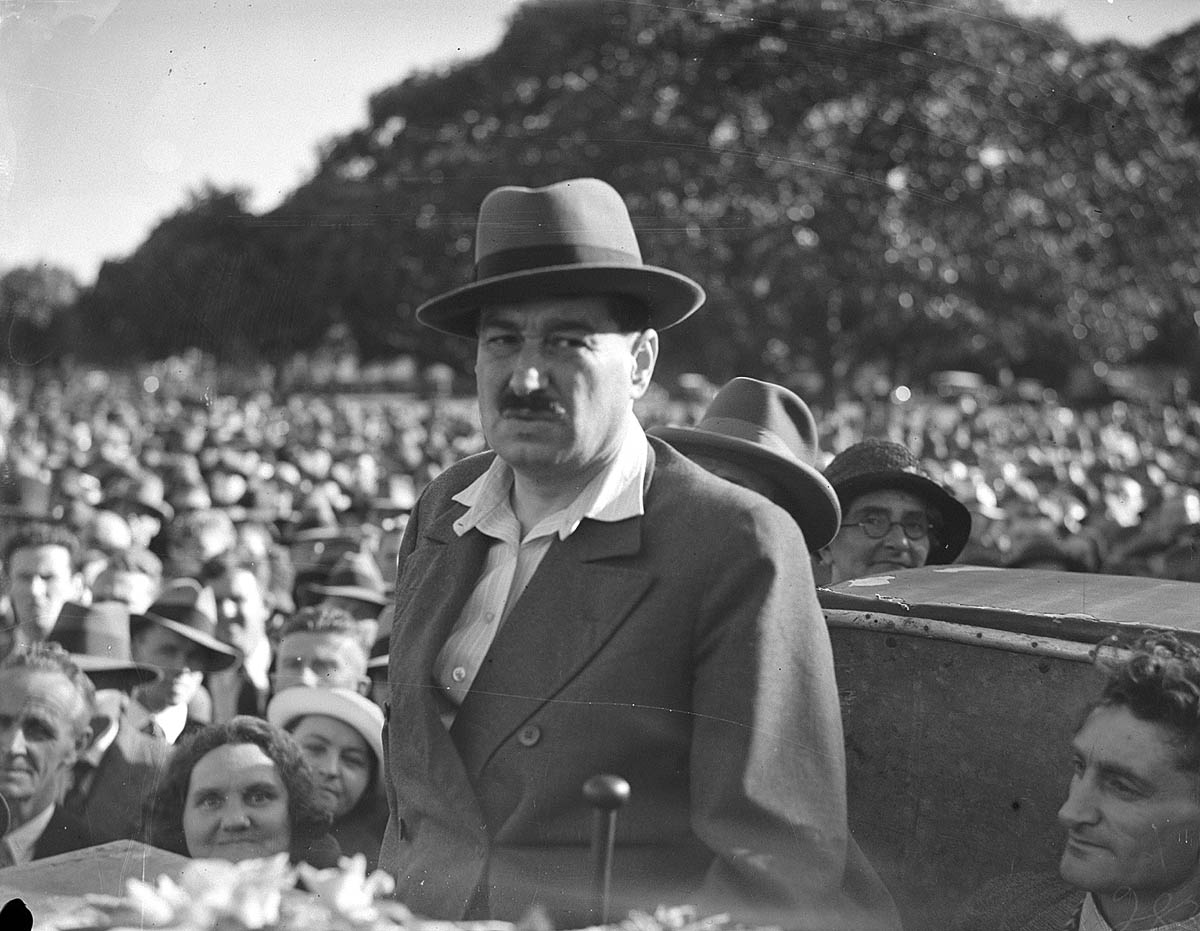
Kisch podczas wiecu w Sydney w Australii

W 1934 Kisch popłynął na pokładzie brytyjskiego liniowca „Strathaird” do Australii, aby wziąć udział w kongresie antywojennym, który miał się odbyć w listopadzie w Melbourne. Była to jedna ze słynniejszych podróży Kischa – a to mianowicie dzięki dramatycznym okolicznościom, w jakich pisarz przybył do tego kraju. Kiedy Kisch chciał zejść na ląd we Fremantle w zachodniej Australii, chociaż miał ważną wizę, wydaną przez konsulat brytyjski w Paryżu, zakazano mu wstępu do Australii, odebrano mu też paszport. Przyczyną był fakt, że władze australijskie tymczasem dowiedziały się o jego komunistycznych poglądach i uznały go za osobę niepożądaną. Kisch był szykanowany m.in. za pomocą dyktanda regulowanego przez Immigration Restriction Act. Statek z Kischem popłynął dalej do Melbourne; tam 13 listopada, w ostatniej chwili, kiedy jego statek miał już odbijać od nabrzeża, Kisch zeskoczył z relingu z wysokości prawie 6 metrów na nabrzeże, łamiąc sobie nogę. Pisarza z powrotem odtransportowano na pokład, a kiedy „Strathaird” 16 listopada zacumował w następnym porcie – Sydney, Kischowi kazano opuścić statek, postawiono go przed sądem i po długich sporach prawnych związanych z kwestią legalności jego pobytu w Australii wreszcie skazano na 3 miesiące przymusowych robót za próbę nielegalnego przekroczenia granicy (Kisch nie odsiedział jednak kary, ponieważ został zwolniony za kaucją). Wywołało to powszechne protesty, organizowano demonstracje i strajki w jego obronie, wreszcie spory wokół Kischa doprowadziły nieomal do kryzysu rządowego: australijskie środowiska lewicowe oskarżały prokuratora generalnego kraju Roberta Menziesa (późniejszego premiera Australii) o nazistowskie sympatie. W końcu pod naciskiem opinii publicznej Kischa uwolniono i pozwolono mu na pobyt w Australii. Pisarz, entuzjastycznie witany przez tłumy, odbył serię podróży po kontynencie, których owocem był cykl reportaży Wylądowałem w Australii (Die Landung in Australien). Zbiór ten, wydany dopiero w 1937, był ostatnią dużą pozycją książkową Kischa opublikowaną przed wybuchem wojny.

### Powrót do Europy
W 1935 Kisch powrócił do Europy i znowu zaangażował się w działalność antyfaszystowską. Między innymi w czerwcu 1935 wziął udział w I Międzynarodowym Kongresie Pisarzy na Rzecz Obrony Kultury w Paryżu, gdzie razem z Heinrichem Mannem został wybrany do zarządu Kongresu jako przedstawiciel delegacji niemieckiej. Wygłosił tam referat pod tytułem Reportage als Kunstform und Kampfform (Reportaż jako forma sztuki i forma walki). Kisch wziął również udział w II Międzynarodowym Kongresie Pisarzy, który odbył się w 1937 w Madrycie, stolicy rozdartej wtedy wojną domową Hiszpanii. Kisch również wziął udział jako reporter w wojnie, odwiedzał różne odcinki frontu, przeprowadzał wywiady z członkami Brygad Międzynarodowych. Owocem tej pracy były dwa tomy reportaży: Die drei Kühe (Trzy krowy) i Soldaten am Meeresstrand (Żołnierze na brzegu morza), wydane w 1938. W czerwcu 1938 Kisch powrócił do Wersalu, a w październiku poślubił Giselę (Gisl) Lyner, którą poznał w 1919 w Wiedniu.

### Wybuch wojny. Na emigracji w USA i Meksyku

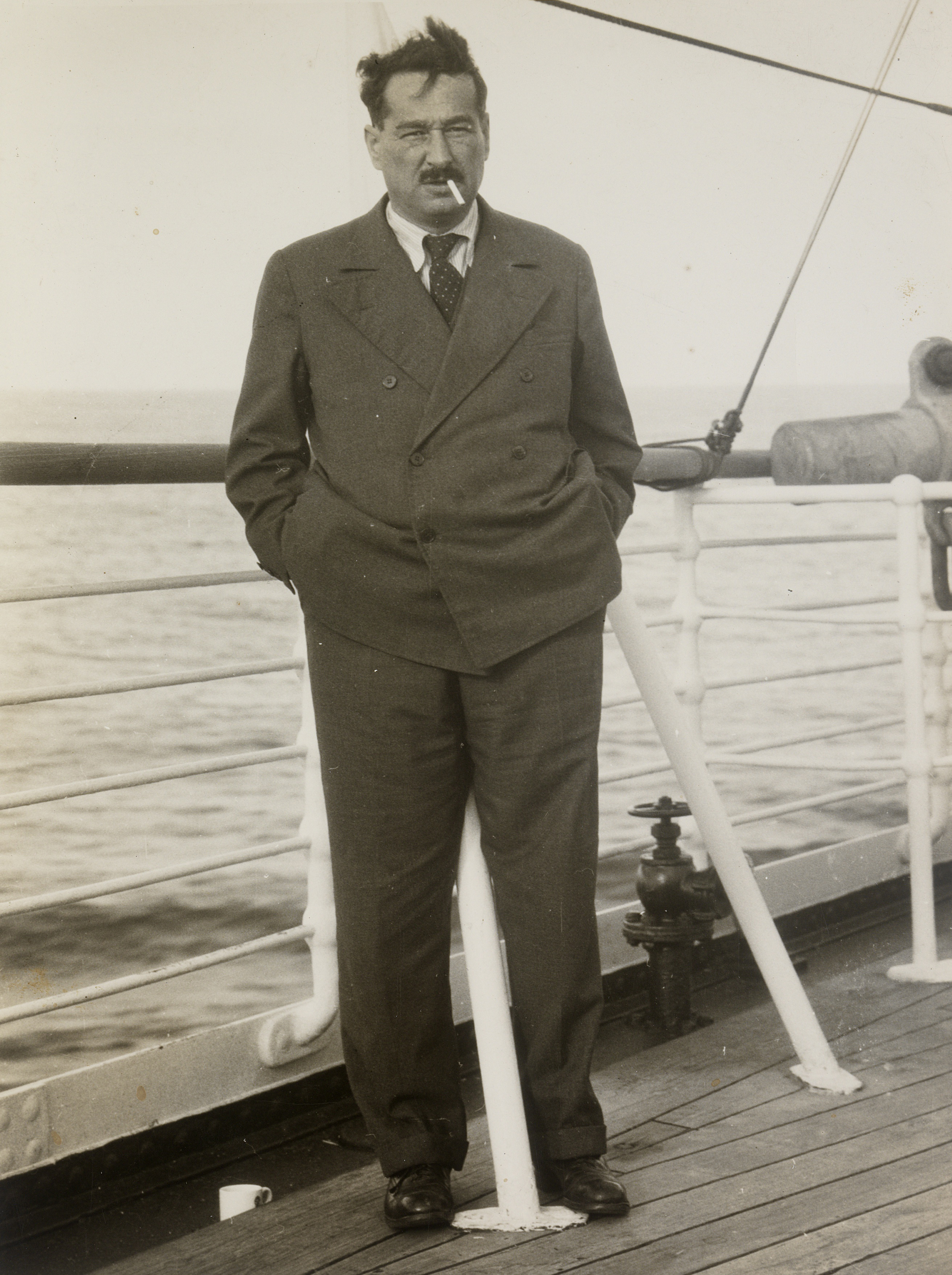
Kisch na pokładzie statku (zdjęcie wykonane podczas podróży do Australii w 1934)

W momencie wybuchu II wojny światowej we wrześniu 1939 Kisch, jako „niepewny politycznie cudzoziemiec” został przymusowo osadzony przez francuskie służby bezpieczeństwa w wiosce pod Wersalem i poddany dozorowi policyjnemu. Dzięki pomocy Gilberta Bosques, konsula generalnego Meksyku w Paryżu, który przyznał mu wizę, pod koniec 1939 udało mu się jednak uciec z Francji na kontynent amerykański.
Pierwszym etapem na drodze emigracji były Stany Zjednoczone. Kisch miał duże trudności z uzyskaniem pozwolenia na wjazd do USA; wizę tranzytową otrzymał dopiero 28 grudnia 1939 po kilkudniowym oczekiwaniu na Ellis Island. Kisch żył w Nowym Jorku w trudnych warunkach. Wprawdzie jeszcze w 1936 amerykańskie wydawnictwo Alfred A. Knopf zawarło z nim umowę na napisanie książki autobiograficznej pod tytułem Crawling in the Inky River (Pływając w Rzece Atramentowej), w zmienionej sytuacji politycznej w 1940 wydawnictwo wycofało się jednak z umowy. Kisch spędzał czas częściowo na zapoznawaniu się z warunkami życia nowojorskich Żydów, zamierzając wykorzystać kiedyś te wiadomości w swoich reportażach. Latem 1940 przybyła też do niego z Europy żona Gisela (Gisl), a pod koniec roku małżeństwo postanowiło wyjechać do Meksyku.
Meksyk w latach II wojny światowej był żywym ośrodkiem życia kulturalnego emigracji niemieckiej. W listopadzie 1941 emigranci z Niemiec, wśród których byli pisarze Alexander Abusch, Ludwig Renn, Anna Seghers, Bodo Uhse, założyli w mieście Meksyk Klub im. Heinricha Heinego; jego przewodniczącą została Anna Seghers a wiceprzewodniczącym sam Egon Erwin Kisch. Reporter pisał też artykuły do emigracyjnej gazety „Freies Deutschland”. W 1941 wreszcie ukazała się też wspomnieniowa książka Kischa, której publikacji wcześniej odmówiło wydawnictwo Alfred A. Knopf, tyle że w innej oficynie (Modern Age Books w Nowym Jorku) i pod innym tytułem. Był to słynny Jarmark sensacji, który najpierw wydano w tłumaczeniu na angielski pod tytułem Sensation Fair (wersję oryginalną – Marktplatz der Sensationen – wydano w następnym roku nakładem emigranckiego wydawnictwa El Libro Libre – Das Freie Buch w Meksyku).
Kisch nadal zajmował się też reportażem. Podróże po Meksyku wykorzystał do napisania zbioru Meksyk (Entdeckungen in Mexiko), który ukazał się w 1945, jeszcze przed zakończeniem wojny. Była to ostatnia pozycja książkowa Kischa.

## Powrót do domu. Ostatnie lata życia

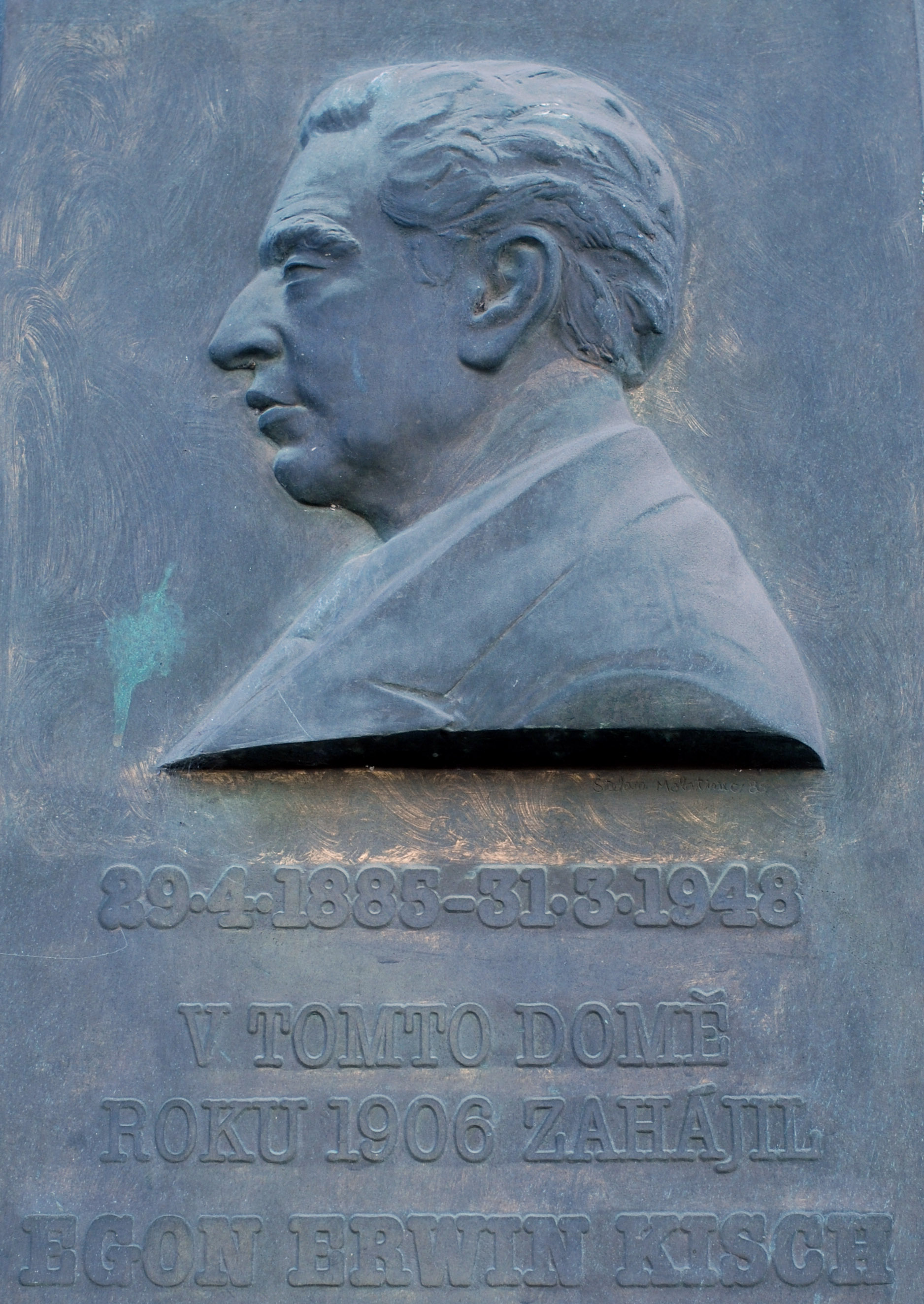
Tablica pamiątkowa w Pradze

Kisch opuścił Meksyk 17 lutego 1946, wyjeżdżając pociągiem do Nowego Jorku. Stamtąd, po krótkim postoju i spotkaniu się z przyjaciółmi, odpłynął statkiem do Europy i 21 marca powrócił do Pragi. Podczas wojny zginęli bracia Kischa – Arnold w getcie w Łodzi w 1942 i Paul w obozie koncentracyjnym w Theresienstadt w 1944 (trzeci brat Wolfgang poległ jeszcze podczas I wojny światowej w 1914).
Kisch czynnie zaangażował się w życie polityczne Czechosłowacji, w której partia komunistyczna coraz bardziej zyskiwała na znaczeniu. Pisarz był zwolennikiem nowego porządku, chociaż oznaczał on wysiedlenia z Pragi i całej Czechosłowacji jego niemieckojęzycznych przyjaciół. Zamierzał napisać książkę o wyzwolonej Czechosłowacji; ostatnim reportażem, jaki wyszedł spod jego pióra, był Karl Marx in Karlsbad (Karol Marks w Karlsbadzie). Uskarżał się jednak na coraz większe kłopoty zdrowotne: w listopadzie 1947 miał pierwszy udar mózgu, 24 marca 1948 drugi. Egon Erwin Kisch zmarł 31 marca 1948 w praskim szpitalu, do końca pielęgnowany przez żonę Gisl i przyjaciółkę Jarmilę Haasovą-Necasovą.

## Kisch w Polsce

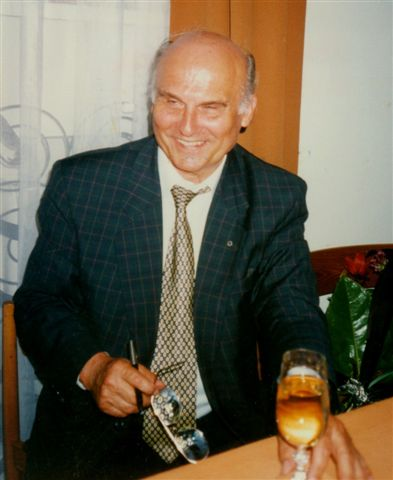
Ryszard Kapuściński

W swoich reportażach Kisch tylko czasami na marginesie poruszał tematy polskie, i to pisząc przeważnie o polskich Żydach. W reportażu Den Golem wiederzuerwecken (Obudzić Golema) opisał na przykład spotkanie z Żydem w Woli Michowej na Podkarpaciu, gdzie podczas I wojny światowej stacjonował jego oddział. Rozmowa z Żydem zainteresowanym starymi księgami służyła pisarzowi jednak tylko jako pomoc we wprowadzeniu głównego tematu reportażu, jakim była legenda o Golemie.
Mimo to twórczość Kischa była żywo przyjmowana w Polsce; a szczyt jej popularności przypadł na lata 50., kiedy wydano większość pierwodruków polskich tłumaczeń jego książek. Redaktorem kilku polskich wydań książek Kischa (wydawanych przez Wydawnictwo Ministerstwa Obrony Narodowej) był wtedy Marceli Ranicki, późniejszy „papież krytyki literackiej” w Niemczech. Reportaże Kischa były mile widziane przez władze; ten pozytywny odbiór wynikał z ich politycznej wymowy – komunistyczny pisarz ze swoim wyidealizowanym obrazem Związku Radzieckiego i ostrą krytyką kapitalizmu, ze szczególnym uwzględnieniem Stanów Zjednoczonych, był bardzo użyteczny w propagandzie PRL. Kisch cieszył się jednak popularnością także wśród zwykłych czytelników, jak i innych pisarzy i dziennikarzy, ze względu na literackie walory swoich książek i bardzo dobrze opanowane rzemiosło dziennikarskie. Kisch stał się wzorem dla wielu polskich dziennikarzy, rozpoczynających swą pracę zawodową po II wojnie światowej, skupionych np. wokół tygodnika „Świat”. Na wpływ jego pisarstwa powołują się m.in. Stanisław Brodzki, Edmund Osmańczyk, czy Lucjan Wolanowski. Również Ryszard Kapuściński przyznawał, że dużo zawdzięczał czesko-żydowsko-austriacko-niemieckiemu pisarzowi, a w 2006, zwracając się do polskich uczniów, nawiązał do Kischa, mówiąc o potrzebie rozbudzenia ciekawości świata:

Pamiętam lekcję polskiego w moim liceum. Nad Warszawą właśnie przeszła burza. Nauczyciel poprosił, żebyśmy o niej napisali. To zadanie rozbudziło we mnie tkwiącą gdzieś w ukryciu ciekawość świata, potrzebę zrozumienia jego mechanizmów. Zacząłem się zastanawiać, skąd ta burza, jak to w ogóle się dzieje, że nagle wybucha, jak przebiegała, jakie były jej konsekwencje dla miasta i jego mieszkańców. Niby proste zadanie, ale to często właśnie tak się zaczyna – wszyscy mamy w sobie ciekawość świata. Czasami mniejszą, czasami większą, zwykle nieuświadomioną – ona przejawia się w naszych rozmowach, naszych kontaktach z innymi ludźmi. Ale dziennikarz to ktoś, kto tę ciekawość postanowił w sobie rozwijać, kto świadomie uczynił z niej swoje narzędzie.
Często coś, co się nam przydarzyło, jakaś osobista przygoda, może w nas tę ukrytą ciekawość rozbudzić. Mistrz reportażu Egon Erwin Kisch został wysłany przez swoją redakcję, żeby opisać pożar młyna w Pradze. Zobaczył, że dookoła pogorzeliska jest już mnóstwo dziennikarzy. Pomyślał, że już właściwie nic nowego nie jest w stanie dodać do tego, co napiszą. Zaczął więc pisać o żebrakach, których napotkał wokół pogorzeliska. Opisał ich twarze, ich świat – oni mieszkali w spalonym młynie, który właśnie uległ zniszczeniu. Powstał fascynujący reportaż, a Egon Kisch został reporterem.

## Dzieła

### Chronologiczny wykaz utworów (pierwodruki)
- Vom Blütenzweig der Jugend (Z kwitnącej gałęzi młodości), Drezno 1904 (poezje)
- Der freche Franz (Bezczelny Franek), Berlin 1905 (opowiadania)
- Aus Prager Gassen und Nächten (Z praskich ulic i nocy), Praga 1908
- Prager Kinder (Praskie dzieci), Berlin 1911
- Der Mädchenhirt (Opiekun dziwek), Berlin 1914 (powieść)
- Abenteuer in Prag (Przygody w Pradze), Lipsk 1919
- Als Soldat im Prager Korps (Jako żołnierz Korpusu Praskiego), Praga 1922
- Klassischer Journalismus (Klasycy dziennikarstwa), Berlin 1922 (antologia dziennikarstwa)
- Der gestohlene Stadt (Skradzione miasto), Berlin 1923
- Der Fall des Generalstabschefs Redl (Sprawa szefa sztabu generalnego Redla), Berlin 1924
- Die Himmelfahrt der Galgentoni (Wniebowzięcie Szubienicznej Toni), Berlin 1924
- Der rasende Reporter (Szalejący reporter), Berlin 1925
- Kriminalistisches Reisebuch (Diariusz podróży kryminalistycznej), Berlin 1925
- Hetzjagd durch die Zeit (Gonitwa poprzez czas i epoki), Berlin 1926
- Zaren, Popen, Bolschewiken (O carach, popach i bolszewikach), Berlin 1926
- Wagnisse in aller Welt (Ryzykowne przygody w szerokim świecie), Berlin 1927
- Die Hetzjagd (Gonitwa za szefem sztabu generalnego, pułkownikiem Redlem), Berlin 1927
- Sieben Jahre Justizskandal Max Hoeltz (Siedem lat skandalu sądowego Maxa Hoelza), Berlin 1928
- Schreib das auf, Kisch! (Zapisz to, Kisch!), Berlin 1929
- Die Reise um Europa in 365 Tagen (Podróż naokoło Europy w 365 dni), Berlin 1929
- Paradies Amerika (Raj amerykański), Berlin 1929
- Prager Pitaval. Historische Kriminalfälle aus Böhmen (Praski Pitaval. Historyczne szkice kryminalistyczne z Czech), Berlin 1930
- Asien gründlich verändert (Azja odmieniona), Berlin 1932
- China geheim (Chiny bez maski), Berlin 1933
- Hitlers Gefangener (Jeniec Hitlera), Praga 1933
- Die drei Männer aus Sofia (Trzej ludzie z Sofii), Paryż 1933
- Über die Hintergründe des Reichstagsbrandes (Kulisy podpalenia Reichstagu), Paryż 1933
- Eintritt verboten (Wstęp wzbroniony), Paryż 1934
- Abenteuer in fünf Kontinenten (Przygody na pięciu kontynentach), Paryż 1935
- Geschichten aus sieben Ghettos (Opowieści z siedmiu gett), Amsterdam 1936
- Landung in Australien (Wylądowałem w Australii), Paryż 1937
- Die drei Kühe. Interview mit einem Bauern (Trzy krowy – wywiad z rolnikiem), Madryt 1938
- Soldaten am Meeresstrand (Żołnierze na brzegu morza), Barcelona 1938
- Marktplatz der Sensationen (Jarmark sensacji), Meksyk 1942
- Entdeckungen in Mexiko (Meksyk), Meksyk 1945
- Karl Marx in Karlsbad (Karol Marks w Karlsbadzie), Praga 1947

### Wydania w języku polskim
- Raj amerykański[16] (tytuł oryg.: Paradies Amerika; tłum E. Grodzki, Warszawa 1931; tłum. Marta Wołczacka, Janina Marecka, posłowie Stanisław Brodzki, Wydawnictwo Ministerstwa Obrony Narodowej 1951, 1957)
- Oblicze Azji Sowieckiej (inny tytuł: Azja odmieniona; tłum. i wstęp Wacław Rogowicz, Księgarnia M. Fruchtmana 1934, 1935; jako Azja odmieniona: Wydawnictwo Ministerstwa Obrony Narodowej 1959)
- Chiny bez maski (tytuł oryg.: China geheim; tłum. Tadeusz Zabłudowski, posłowie do wydania z 1948 i 1949: Stanisław Brodzki; 1934, Wydawnictwo „Prasa Wojskowa” 1948, 1949, Wydawnictwo Ministerstwa Obrony Narodowej 1957)
- Jarmark sensacji (tytuł oryg.: Marktplatz der Sensationen; tłum. Stanisław Wygodzki; Wydawnictwo „Prasa Wojskowa” 1949; Wydawnictwo Ministerstwa Obrony Narodowej 1952, 1957)
- Meksyk (tytuł oryg.: Entdeckungen in Mexiko; tłum. Dorian J. Płoński, Wydawnictwo Ministerstwa Obrony Narodowej 1950, 1951; tłum. Edyta Sicińska, 1957)
- Wylądowałem w Australii (tytuł oryg.: Landung in Australien; tłum. Zofia Petersowa, wstęp Stanisław Brodzki, Wydawnictwo Ministerstwa Obrony Narodowej 1952; 1957)
- Szalejący reporter (tytuł oryg.: Der rasende Reporter; tłum. Roman Karst, Książka i Wiedza 1953; Wydawnictwo Ministerstwa Obrony Narodowej 1955)
- O carach, popach i bolszewikach (tytuł oryg.: Zaren, Popen, Bolschewiken; tłum. Maria Traczewska, Wydawnictwo Ministerstwa Obrony Narodowej 1957)
- Zapisz to, Kisch! (tytuł oryg.: Schreib das auf, Kisch; tłum. Anna Linke, Wydawnictwo Ministerstwa Narodowej 1957)
- Praski Pitaval (tytuł oryg.: Prager Pitaval; tłum. Edyta Sicińska, wstęp Bodo Uhse, Wydawnictwo Ministerstwa Obrony Narodowej 1957)
- Klasycy dziennikarstwa. Arcydzieła sztuki dziennikarskiej (tytuł oryg.: Klassicher Journalismus; antologia; wybór i układ Egon Erwin Kisch; tłum. Zbigniew Bieńkowski, Tadeusz Boy-Żeleński, Jan Czochralski, Zdzisław Ryłko, Zofia Sroczyńska, Leopold Staff, Hanna Szelest, Edda Werfel, wstęp Edmund Osmańczyk, Warszawa 1959)

### Pozycje książkowe
- Dušan Hamšík, Alexej Kusák: Egon Erwin Kisch. Warszawa: Wiedza Powszechna, 1966. Brak numerów stron w książce
- Klaus Haupt, Harald Wessel: Kisch war hier. Berlin: Verlag der Nation, 1985. Brak numerów stron w książce
- Markus G. Patka: Egon Erwin Kisch – Stationen im Leben eines streitbaren Autors. Wien, Köln, Weimar: 1997. ISBN 3-205-98612-1. Brak numerów stron w książce
- Markus G. Patka (Hg.): Der rasende Reporter Egon Erwin Kisch – eine Biographie in Bildern. Berlin: 1998. ISBN 3-351-02472-X. Brak numerów stron w książce
- Renate Beckmann, Klaus Ihlau: Egon Erwin Kisch – Erinnerungen an den rasenden Reporter. Warszawa: Audio Verlag, 2001. Brak numerów stron w książce
- Karin Schanne: Anschläge – der rasende Reporter Egon Erwin Kisch. Stuttgart: Klett, 1983. ISBN 3-12-920071-1. Brak numerów stron w książce

### Artykuły w prasie
- Edmund Osmańczyk, Reporter klasyczny („Dziennik Literacki”, nr 17/1948)
- A. Jakubiszyn, Zza kulis c.k. imperium (o książce Jarmark sensacji; „Kultura i Życie”, nr 21/1949)
- Jerzy Korczak, Imperializm in flagranti (o książce Chiny bez maski; „Dziennik Literacki”, nr 136/1949)
- A.Kotula, „Raj amerykański” (o książce Raj amerykański; „Nowe Książki” nr 35/1952)
- J. Kuryluk, Kisch, dziennikarz doskonały (o książce Jarmark sensacji; „Książka dla Ciebie”, nr 9/1956)
- Adolf Rudnicki, Pisząc, chciał zmienić świat („Głos Robotniczy”, nr 191/1956)
- J. Głuski, I jeszcze Kisch („Nowiny Literackie i Wydawnicze”, nr 17/1957)
- Jerzy Lovell, „Praski Pitaval” (o książce Praski Pitaval; „Życie Literackie”, nr 19/1957)
- Józef Hen, Kisch, Kisch! („Nowiny Literackie i Wydawnicze”, nr 17/1957)
- Lucjan Wolanowski, Opowieści „szalejącego” reportera (o książce Praski Pitaval; „Nowiny Literackie i Wydawnicze”, nr 17/1957)
- J. Płoński, „Zapisz to, Kisch!” (o książce Zapisz to, Kisch!; „Nowe Książki”, nr 17/1957)
- J. Płoński, „O carach, popach i bolszewikach” (o książce O carach, popach i bolszewikach; „Nowe Książki”, nr 17/1957)
- Artur Międzyrzecki, Klasycy E.E. Kischa (o książce Klasycy dziennikarstwa; „Świat”, nr 9/1960)
- Stefan Arski, „Klasycy dziennikarstwa” (o książce Klasycy dziennikarstwa; „Nowe Książki”, nr 4/1960)
- Stefan Arski, Gazeta nad gazetami (o książce Klasycy dziennikarstwa; „Przegląd Kulturalny”, nr 7/1960)
- Artur Hajnicz, Światła i cienie naszego zawodu (o książce Klasycy dziennikarstwa; „Prasa Polska”, nr 2/1960)
- Stefan Kozicki, Wspaniały bryk dla publicystów (o książce Klasycy dziennikarstwa; „Nowa Kultura”, nr 13/1960)